# Led Zeppelin DVD
Albums de Led Zeppelin
The Song Remains the Same
(1976) Celebration Day
(2012)
Led Zeppelin est un DVD double mis sur le marché par le groupe hard rock Led Zeppelin. L'enregistrement vidéo présente des concerts de 1969 à 1979 et inclut les performances du Royal Albert Hall en 1970, du Madison Square Garden en 1973, de Earls court en 1975 ainsi que celle de Knebworth en 1979. Le DVD est sorti le 26 mai 2003 au Royaume-Uni et le 27 mai 2003 aux États-Unis.

## Crédits

### Disque 1
Royal Albert Hall - 9 janvier 1970
- We're Gonna Groove (Ben E. King/James Bethea) - 3:14
- I Can't Quit You Baby (Willie Dixon) - 6:25
- Dazed and Confused (Jimmy Page) - 15:10
- White Summer (Page) - 11:54
- What Is and What Should Never Be (Page/Robert Plant) - 4:02
- How Many More Times (Page/John Paul Jones/John Bonham) - 20:02
- Moby Dick (Bonham/Jones/Page) - 15:02
- Whole Lotta Love (Page/Bonham/Plant/Jones) - 6:03
- Communication Breakdown (Page/Jones/Bonham) - 3:40
- C'mon Everybody (Eddie Cochran/Jerry Capehart) - 2:28
- Something Else (Sharon Sheeley/Bob Cochran) - 2:02
- Bring It on Home (Page/Plant) - 7:33

Atlantic Records Clip promotionnel - février 1969
- Communication Breakdown (Page/Jones/Bonham) - 2:24

Danmarks Radio (Gladsaxe Teen Club, Gladsaxe) - 17 mars 1969
- Communication Breakdown (Page/Jones/Bonham) - 2:46
- Dazed and Confused (Page) - 9:09
- Babe I'm Gonna Leave You (Anne Bredon/Page) - 6:46
- How Many More Times (Page/Jones/Bonham) - 12:20

Supershow (Staines Studio, Londres) - 25 mars 1969
- Dazed and Confused (Page) - 7:31

Tous En Scène (Theatre Olympia, Paris) - 10 octobre 1969
- Communication Breakdown (Page/Jones/Bonham) - 2:51
- Dazed and Confused (Page) - 5:12

### Disque 2
Sydney Showground - 27 février 1972
- Immigrant Song (Page/Plant) - 4:03

Madison Square Garden - 27, 28 et 29 juillet 1973
- Black Dog (Page/Plant/Jones) - 5:30
- Misty Mountain Hop (Page/Plant/Jones) - 4:50
- Since I've Been Loving You (Page/Plant) - 8:03
- The Ocean (Bonham/Jones/Page/Plant) - 4:16

Earls Court - 25 mai 1975
- Going to California (Page/Plant) - 4:41
- That's the Way (Page/Plant) - 6:04
- Bron-Yr-Aur Stomp (Page/Plant/Jones) - 5:31
- In My Time of Dying (Bonham/Jones/Page/Plant) - 11:14
- Trampled Underfoot (Jones/Page/Plant) - 8:14
- Stairway to Heaven (Page/Plant) - 10:32

Knebworth - 4 août 1979
- Rock and Roll (Page/Plant/Jones/Bonham) - 3:47
- Nobody's Fault But Mine (Page/Plant) - 5:45
- Sick Again (Page/Plant) - 5:08
- Achilles Last Stand (Page/Plant) - 9:03
- In the Evening (Jones/Page/Plant) - 7:56
- Kashmir (Bonham/Page/Plant) - 8:50
- Whole Lotta Love (Page/Bonham/Plant/Jones) - 7:06
- You'll Never Walk Alone (Richard Rodegrs/Oscar Hammerstein II) - 0:01

New York NBC Studio - 19 septembre 1970
- Conférence de presse - 3:27 (mono)

Sydney Showground - 27 février 1972
- Rock and Roll (Page/Plant/Jones/Bonham) - 3:06

ABC Get To Know - 27 février 1972
- Robert Plant et John Bonham interviewés après un concert par June Pritchard

BBC2 The Old Grey Whistle Test - 12 janvier 1975
- Une interview de Robert Plant au Vorst Nationaal à Bruxelles avec Bob Harris (radio) - 3:47

Remasters Promotion I - octobre 1990
- Over the Hills and Far Away (Page/Plant) - 4:49

Remasters Promotion II - octobre 1990
- Travelling Riverside Blues (Page/Plant/Robert Johnson) - 4:12

### Vidéos du menu
Royal Albert Hall - 9 janvier 1970
- Thank You (Page/Plant) (répétition à l'orgue avant le concert) - 0:34

Royal Albert Hall - 9 janvier 1970
- RAH Dressing Room (pré-concert) - 0:27

Royal Albert Hall - 9 janvier 1970 (montage de divers concerts)
- Heartbreaker (guitare solo) - 0:36

Reykjavik Airport - 22 juin 1970
- Dazed and Confused (Page) (guitare solo)

Reykjavik Airport - 22 juin 1970 (montage de divers concerts)
- Moby Dick (Bonham/Jones/Page) (extrait du solo de batterie) - 0:56

Sydney Showground - 27 février 1972
- Black Dog (Page/Plant/Jones) - 0:36

Madison Square Garden - 27 juillet 1973
- Since I've Been Loving You (Page/Plant) - 0:49

Madison Square Garden - 28 juillet 1973 (vidéo clip réalisé au Festival de Knebworth, 4 août, 1979)
- Over the Hills and Far Away (Page/Plant) - 0:12

Seattle Coliseum - 21 mars 1975
- Whole Lotta Love (medley) (Page/Bonham/Plant/Jones) (solo de thérémine et extrait de The Crunge à Earl's Court, 25 mai 1975) - 0:48

Earl's Court - 25 mai 1975 (montage de divers concerts)
- Stairway to Heaven (Page/Plant) (intro guitare) - 0:54

Earl's Court - 24 mai 1975 (clip tourné dans les rues de Belfast le 5 mars 1971)
- Bron-Yr-Aur Stomp (Page/Plant/Jones) - 0:49

LA Forum - 21 juin 1977 (vidéo clips de plusieurs concerts de 1977 tournés en 8 mm)
- The Song Remains the Same (Page/Plant) - 5:37

## Équipe
- Led Zeppelin :
- Jimmy Page - Guitares électriques et acoustiques, producteur, directeur créatif
- Robert Plant - Chant, harmonica
- John Paul Jones - Basse, mandoline, claviers
- John Bonham - Batterie, percussions

- Équipe technique :
- Dick Carruthers - Producteur, directeur créatif
- Kevin Shirley - Ingénieur du son